# Epapatelo
Epapatelo (que significa "ala") es un género de pterosaurio pteranodontiano que fue descubierto en la formación Mocuio de la provincia de Namibe, Angola. Se conoce una sola especie E. otyikokolo. Epapatelo compartió hábitat con el plesiosaurio Cardiocorax y con el mosasáurido Globidens.

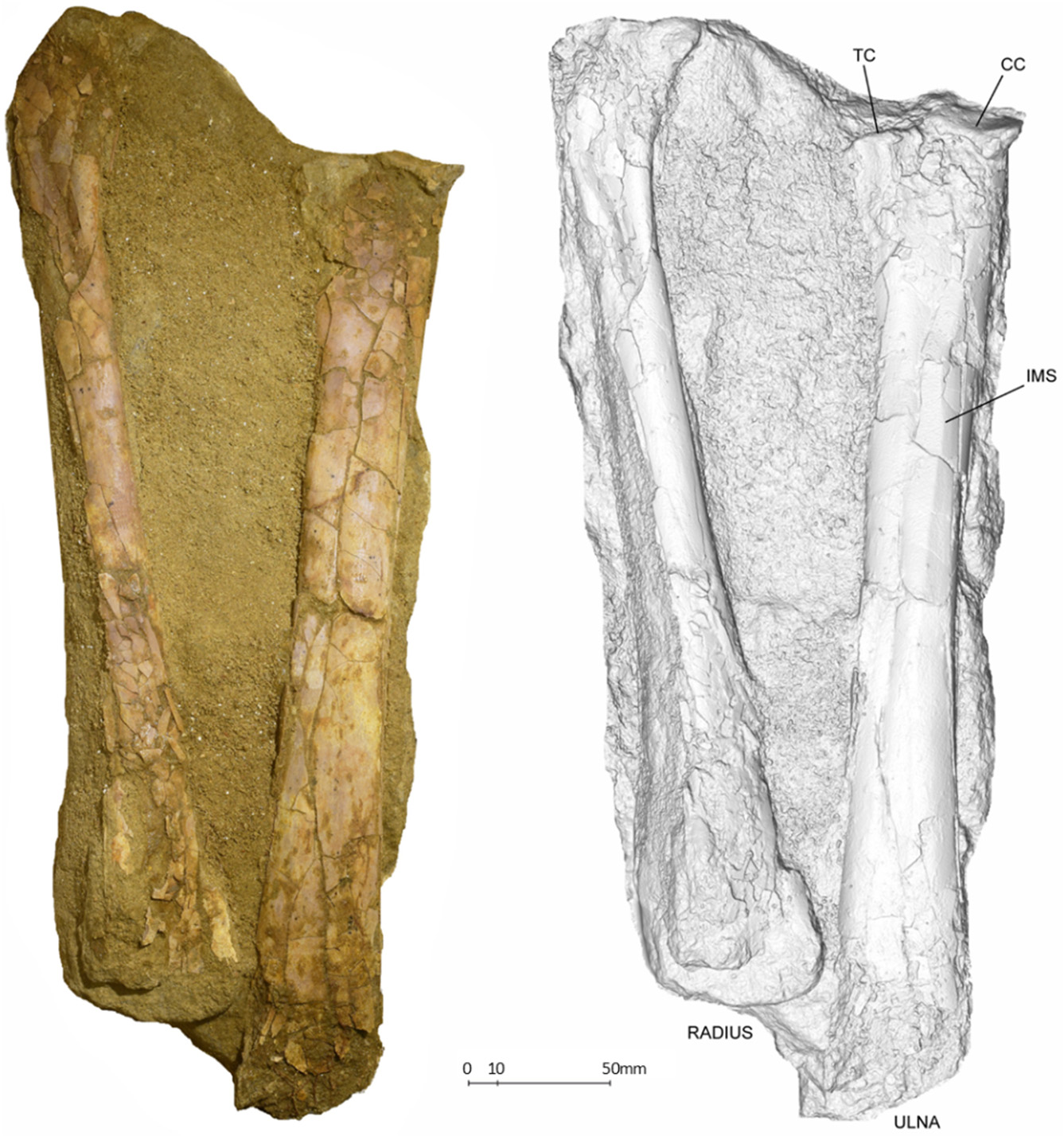
Paratipo MPUAN-PA661

Desde 2005, el Proyecto PaleoAngola llevó a cabo excavaciones en Bentiaba. Por primera vez en la historia, se descubre material pterosauriano en Angola. El material recuperado consiste en catorce especímenes que representan, por lo menos, once individuos. Dos de estos representan al nuevo taxón Epapatelo.
En 2022, la especie tipo Epapatelo otyikokolo fue descrita por Alexandra E. Fernandes, Octávio Mateus, Brian Andres, Michael J. Polcyn, Anne S. Schulp, António Olímpio, Gonçalves y Louis L. Jacobs. El nombre genérico Epapatelo significa "ala" y deriva del Nhaneca, un idioma hablado por los nómadas de la zona. El nombre específico otyikokolo significa "lagarto".
El holotipo, MGUAN-PA650 fue descubierto en una capa de arenisca de la formación Mocuio, un depósito marino que data del Maastrichtiano inferior, entre 71.64 y 71.4 millones de años. Esto consiste de un húmero izquierdo parcial articulado y una ulna izquierda. El paratipo, MGUAN-PA661, se trata de una ulna izquierda articulada y un radio. Todo el material se conserva tridimensionalmente, sin compresión significativa. Estos fueron recuperados en una superficie de quince hectáreas.
La envergadura del holotipo fue estimada en 4.8 metros (16 ft). Sin embargo, el paratipo habría sido un poco más largo, midiéndo 5.6 metros (18 ft). Otros restos recuperados en Bentiaba sugieren un tamañano incluso más grande. El cuarto metacarpal del holotipo fue extrapolado en cerca de 46 cm (18 in) de largo. Por otra parte de Angola, se descubrió un cuarto dígito parcial de una extremidad delantera que mide por lo menos 83 cm (33 in).
Fernandes et al. recuperaron a Epapatelo como grupo hermano de Simurghia y Alcione. Estos taxones, junto con los Nyctosauridae, conforman el nuevo clado Aponyctosauria.

|  | Tethydraco                                                                                      |
|  |                                                                                                 |
|  | \| \| Pteranodon longiceps \| \| \| \| \| \| Pteranodon sternbergi (Geosternbergia) \| \| \| \| |
|  |                                                                                                 |
|  | Pteranodon longiceps                                                                            |
|  |                                                                                                 |
|  | Pteranodon sternbergi (Geosternbergia)                                                          |
|  |                                                                                                 |

|  | Pteranodon longiceps                   |
|  |                                        |
|  | Pteranodon sternbergi (Geosternbergia) |
|  |                                        |

|  | Epapatelo |
|  |           |
|  | Simurghia |
|  |           |
|  | Alcione   |
|  |           |

|  | Nyctosaurus lamegoi                   |
|  |                                       |
|  | Nyctosaurus grandis (Barbaridactylus) |
|  |                                       |

|  | Nyctosaurus nanus    |
|  |                      |
|  | Nyctosaurus gracilis |
|  |                      |

|  | Nyctosaurus lamegoi                   |
|  |                                       |
|  | Nyctosaurus grandis (Barbaridactylus) |
|  |                                       |

|  | Nyctosaurus nanus    |
|  |                      |
|  | Nyctosaurus gracilis |
|  |                      |

|  | Nyctosaurus lamegoi                   |
|  |                                       |
|  | Nyctosaurus grandis (Barbaridactylus) |
|  |                                       |

|  | Nyctosaurus nanus    |
|  |                      |
|  | Nyctosaurus gracilis |
|  |                      |

|  | Nyctosaurus lamegoi                   |
|  |                                       |
|  | Nyctosaurus grandis (Barbaridactylus) |
|  |                                       |

|  | Nyctosaurus nanus    |
|  |                      |
|  | Nyctosaurus gracilis |
|  |                      |

|  | Epapatelo |
|  |           |
|  | Simurghia |
|  |           |
|  | Alcione   |
|  |           |

|  | Nyctosaurus lamegoi                   |
|  |                                       |
|  | Nyctosaurus grandis (Barbaridactylus) |
|  |                                       |

|  | Nyctosaurus nanus    |
|  |                      |
|  | Nyctosaurus gracilis |
|  |                      |

|  | Nyctosaurus lamegoi                   |
|  |                                       |
|  | Nyctosaurus grandis (Barbaridactylus) |
|  |                                       |

|  | Nyctosaurus nanus    |
|  |                      |
|  | Nyctosaurus gracilis |
|  |                      |

|  | Nyctosaurus lamegoi                   |
|  |                                       |
|  | Nyctosaurus grandis (Barbaridactylus) |
|  |                                       |

|  | Nyctosaurus nanus    |
|  |                      |
|  | Nyctosaurus gracilis |
|  |                      |

|  | Nyctosaurus lamegoi                   |
|  |                                       |
|  | Nyctosaurus grandis (Barbaridactylus) |
|  |                                       |

|  | Nyctosaurus nanus    |
|  |                      |
|  | Nyctosaurus gracilis |
|  |                      |

|  | Epapatelo |
|  |           |
|  | Simurghia |
|  |           |
|  | Alcione   |
|  |           |

|  | Nyctosaurus lamegoi                   |
|  |                                       |
|  | Nyctosaurus grandis (Barbaridactylus) |
|  |                                       |

|  | Nyctosaurus nanus    |
|  |                      |
|  | Nyctosaurus gracilis |
|  |                      |

|  | Nyctosaurus lamegoi                   |
|  |                                       |
|  | Nyctosaurus grandis (Barbaridactylus) |
|  |                                       |

|  | Nyctosaurus nanus    |
|  |                      |
|  | Nyctosaurus gracilis |
|  |                      |

|  | Nyctosaurus lamegoi                   |
|  |                                       |
|  | Nyctosaurus grandis (Barbaridactylus) |
|  |                                       |

|  | Nyctosaurus nanus    |
|  |                      |
|  | Nyctosaurus gracilis |
|  |                      |

|  | Nyctosaurus lamegoi                   |
|  |                                       |
|  | Nyctosaurus grandis (Barbaridactylus) |
|  |                                       |

|  | Nyctosaurus nanus    |
|  |                      |
|  | Nyctosaurus gracilis |
|  |                      |

|  | Epapatelo |
|  |           |
|  | Simurghia |
|  |           |
|  | Alcione   |
|  |           |

|  | Nyctosaurus lamegoi                   |
|  |                                       |
|  | Nyctosaurus grandis (Barbaridactylus) |
|  |                                       |

|  | Nyctosaurus nanus    |
|  |                      |
|  | Nyctosaurus gracilis |
|  |                      |

|  | Nyctosaurus lamegoi                   |
|  |                                       |
|  | Nyctosaurus grandis (Barbaridactylus) |
|  |                                       |

|  | Nyctosaurus nanus    |
|  |                      |
|  | Nyctosaurus gracilis |
|  |                      |

|  | Nyctosaurus lamegoi                   |
|  |                                       |
|  | Nyctosaurus grandis (Barbaridactylus) |
|  |                                       |

|  | Nyctosaurus nanus    |
|  |                      |
|  | Nyctosaurus gracilis |
|  |                      |

|  | Nyctosaurus lamegoi                   |
|  |                                       |
|  | Nyctosaurus grandis (Barbaridactylus) |
|  |                                       |

|  | Nyctosaurus nanus    |
|  |                      |
|  | Nyctosaurus gracilis |
|  |                      |

|  | Epapatelo |
|  |           |
|  | Simurghia |
|  |           |
|  | Alcione   |
|  |           |

|  | Nyctosaurus lamegoi                   |
|  |                                       |
|  | Nyctosaurus grandis (Barbaridactylus) |
|  |                                       |

|  | Nyctosaurus nanus    |
|  |                      |
|  | Nyctosaurus gracilis |
|  |                      |

|  | Nyctosaurus lamegoi                   |
|  |                                       |
|  | Nyctosaurus grandis (Barbaridactylus) |
|  |                                       |

|  | Nyctosaurus nanus    |
|  |                      |
|  | Nyctosaurus gracilis |
|  |                      |

|  | Nyctosaurus lamegoi                   |
|  |                                       |
|  | Nyctosaurus grandis (Barbaridactylus) |
|  |                                       |

|  | Nyctosaurus nanus    |
|  |                      |
|  | Nyctosaurus gracilis |
|  |                      |

|  | Nyctosaurus lamegoi                   |
|  |                                       |
|  | Nyctosaurus grandis (Barbaridactylus) |
|  |                                       |

|  | Nyctosaurus nanus    |
|  |                      |
|  | Nyctosaurus gracilis |
|  |                      |

|  | Epapatelo |
|  |           |
|  | Simurghia |
|  |           |
|  | Alcione   |
|  |           |

|  | Nyctosaurus lamegoi                   |
|  |                                       |
|  | Nyctosaurus grandis (Barbaridactylus) |
|  |                                       |

|  | Nyctosaurus nanus    |
|  |                      |
|  | Nyctosaurus gracilis |
|  |                      |

|  | Nyctosaurus lamegoi                   |
|  |                                       |
|  | Nyctosaurus grandis (Barbaridactylus) |
|  |                                       |

|  | Nyctosaurus nanus    |
|  |                      |
|  | Nyctosaurus gracilis |
|  |                      |

|  | Nyctosaurus lamegoi                   |
|  |                                       |
|  | Nyctosaurus grandis (Barbaridactylus) |
|  |                                       |

|  | Nyctosaurus nanus    |
|  |                      |
|  | Nyctosaurus gracilis |
|  |                      |

|  | Nyctosaurus lamegoi                   |
|  |                                       |
|  | Nyctosaurus grandis (Barbaridactylus) |
|  |                                       |

|  | Nyctosaurus nanus    |
|  |                      |
|  | Nyctosaurus gracilis |
|  |                      |

|  | Epapatelo |
|  |           |
|  | Simurghia |
|  |           |
|  | Alcione   |
|  |           |

|  | Nyctosaurus lamegoi                   |
|  |                                       |
|  | Nyctosaurus grandis (Barbaridactylus) |
|  |                                       |

|  | Nyctosaurus nanus    |
|  |                      |
|  | Nyctosaurus gracilis |
|  |                      |

|  | Nyctosaurus lamegoi                   |
|  |                                       |
|  | Nyctosaurus grandis (Barbaridactylus) |
|  |                                       |

|  | Nyctosaurus nanus    |
|  |                      |
|  | Nyctosaurus gracilis |
|  |                      |

|  | Nyctosaurus lamegoi                   |
|  |                                       |
|  | Nyctosaurus grandis (Barbaridactylus) |
|  |                                       |

|  | Nyctosaurus nanus    |
|  |                      |
|  | Nyctosaurus gracilis |
|  |                      |

|  | Nyctosaurus lamegoi                   |
|  |                                       |
|  | Nyctosaurus grandis (Barbaridactylus) |
|  |                                       |

|  | Nyctosaurus nanus    |
|  |                      |
|  | Nyctosaurus gracilis |
|  |                      |

|  | Epapatelo |
|  |           |
|  | Simurghia |
|  |           |
|  | Alcione   |
|  |           |

|  | Nyctosaurus lamegoi                   |
|  |                                       |
|  | Nyctosaurus grandis (Barbaridactylus) |
|  |                                       |

|  | Nyctosaurus nanus    |
|  |                      |
|  | Nyctosaurus gracilis |
|  |                      |

|  | Nyctosaurus lamegoi                   |
|  |                                       |
|  | Nyctosaurus grandis (Barbaridactylus) |
|  |                                       |

|  | Nyctosaurus nanus    |
|  |                      |
|  | Nyctosaurus gracilis |
|  |                      |

|  | Nyctosaurus lamegoi                   |
|  |                                       |
|  | Nyctosaurus grandis (Barbaridactylus) |
|  |                                       |

|  | Nyctosaurus nanus    |
|  |                      |
|  | Nyctosaurus gracilis |
|  |                      |

|  | Nyctosaurus lamegoi                   |
|  |                                       |
|  | Nyctosaurus grandis (Barbaridactylus) |
|  |                                       |

|  | Nyctosaurus nanus    |
|  |                      |
|  | Nyctosaurus gracilis |
|  |                      |

|  | Tethydraco                                                                                      |
|  |                                                                                                 |
|  | \| \| Pteranodon longiceps \| \| \| \| \| \| Pteranodon sternbergi (Geosternbergia) \| \| \| \| |
|  |                                                                                                 |
|  | Pteranodon longiceps                                                                            |
|  |                                                                                                 |
|  | Pteranodon sternbergi (Geosternbergia)                                                          |
|  |                                                                                                 |

|  | Pteranodon longiceps                   |
|  |                                        |
|  | Pteranodon sternbergi (Geosternbergia) |
|  |                                        |

|  | Epapatelo |
|  |           |
|  | Simurghia |
|  |           |
|  | Alcione   |
|  |           |

|  | Nyctosaurus lamegoi                   |
|  |                                       |
|  | Nyctosaurus grandis (Barbaridactylus) |
|  |                                       |

|  | Nyctosaurus nanus    |
|  |                      |
|  | Nyctosaurus gracilis |
|  |                      |

|  | Nyctosaurus lamegoi                   |
|  |                                       |
|  | Nyctosaurus grandis (Barbaridactylus) |
|  |                                       |

|  | Nyctosaurus nanus    |
|  |                      |
|  | Nyctosaurus gracilis |
|  |                      |

|  | Nyctosaurus lamegoi                   |
|  |                                       |
|  | Nyctosaurus grandis (Barbaridactylus) |
|  |                                       |

|  | Nyctosaurus nanus    |
|  |                      |
|  | Nyctosaurus gracilis |
|  |                      |

|  | Nyctosaurus lamegoi                   |
|  |                                       |
|  | Nyctosaurus grandis (Barbaridactylus) |
|  |                                       |

|  | Nyctosaurus nanus    |
|  |                      |
|  | Nyctosaurus gracilis |
|  |                      |

|  | Epapatelo |
|  |           |
|  | Simurghia |
|  |           |
|  | Alcione   |
|  |           |

|  | Nyctosaurus lamegoi                   |
|  |                                       |
|  | Nyctosaurus grandis (Barbaridactylus) |
|  |                                       |

|  | Nyctosaurus nanus    |
|  |                      |
|  | Nyctosaurus gracilis |
|  |                      |

|  | Nyctosaurus lamegoi                   |
|  |                                       |
|  | Nyctosaurus grandis (Barbaridactylus) |
|  |                                       |

|  | Nyctosaurus nanus    |
|  |                      |
|  | Nyctosaurus gracilis |
|  |                      |

|  | Nyctosaurus lamegoi                   |
|  |                                       |
|  | Nyctosaurus grandis (Barbaridactylus) |
|  |                                       |

|  | Nyctosaurus nanus    |
|  |                      |
|  | Nyctosaurus gracilis |
|  |                      |

|  | Nyctosaurus lamegoi                   |
|  |                                       |
|  | Nyctosaurus grandis (Barbaridactylus) |
|  |                                       |

|  | Nyctosaurus nanus    |
|  |                      |
|  | Nyctosaurus gracilis |
|  |                      |

|  | Epapatelo |
|  |           |
|  | Simurghia |
|  |           |
|  | Alcione   |
|  |           |

|  | Nyctosaurus lamegoi                   |
|  |                                       |
|  | Nyctosaurus grandis (Barbaridactylus) |
|  |                                       |

|  | Nyctosaurus nanus    |
|  |                      |
|  | Nyctosaurus gracilis |
|  |                      |

|  | Nyctosaurus lamegoi                   |
|  |                                       |
|  | Nyctosaurus grandis (Barbaridactylus) |
|  |                                       |

|  | Nyctosaurus nanus    |
|  |                      |
|  | Nyctosaurus gracilis |
|  |                      |

|  | Nyctosaurus lamegoi                   |
|  |                                       |
|  | Nyctosaurus grandis (Barbaridactylus) |
|  |                                       |

|  | Nyctosaurus nanus    |
|  |                      |
|  | Nyctosaurus gracilis |
|  |                      |

|  | Nyctosaurus lamegoi                   |
|  |                                       |
|  | Nyctosaurus grandis (Barbaridactylus) |
|  |                                       |

|  | Nyctosaurus nanus    |
|  |                      |
|  | Nyctosaurus gracilis |
|  |                      |

|  | Epapatelo |
|  |           |
|  | Simurghia |
|  |           |
|  | Alcione   |
|  |           |

|  | Nyctosaurus lamegoi                   |
|  |                                       |
|  | Nyctosaurus grandis (Barbaridactylus) |
|  |                                       |

|  | Nyctosaurus nanus    |
|  |                      |
|  | Nyctosaurus gracilis |
|  |                      |

|  | Nyctosaurus lamegoi                   |
|  |                                       |
|  | Nyctosaurus grandis (Barbaridactylus) |
|  |                                       |

|  | Nyctosaurus nanus    |
|  |                      |
|  | Nyctosaurus gracilis |
|  |                      |

|  | Nyctosaurus lamegoi                   |
|  |                                       |
|  | Nyctosaurus grandis (Barbaridactylus) |
|  |                                       |

|  | Nyctosaurus nanus    |
|  |                      |
|  | Nyctosaurus gracilis |
|  |                      |

|  | Nyctosaurus lamegoi                   |
|  |                                       |
|  | Nyctosaurus grandis (Barbaridactylus) |
|  |                                       |

|  | Nyctosaurus nanus    |
|  |                      |
|  | Nyctosaurus gracilis |
|  |                      |

|  | Epapatelo |
|  |           |
|  | Simurghia |
|  |           |
|  | Alcione   |
|  |           |

|  | Nyctosaurus lamegoi                   |
|  |                                       |
|  | Nyctosaurus grandis (Barbaridactylus) |
|  |                                       |

|  | Nyctosaurus nanus    |
|  |                      |
|  | Nyctosaurus gracilis |
|  |                      |

|  | Nyctosaurus lamegoi                   |
|  |                                       |
|  | Nyctosaurus grandis (Barbaridactylus) |
|  |                                       |

|  | Nyctosaurus nanus    |
|  |                      |
|  | Nyctosaurus gracilis |
|  |                      |

|  | Nyctosaurus lamegoi                   |
|  |                                       |
|  | Nyctosaurus grandis (Barbaridactylus) |
|  |                                       |

|  | Nyctosaurus nanus    |
|  |                      |
|  | Nyctosaurus gracilis |
|  |                      |

|  | Nyctosaurus lamegoi                   |
|  |                                       |
|  | Nyctosaurus grandis (Barbaridactylus) |
|  |                                       |

|  | Nyctosaurus nanus    |
|  |                      |
|  | Nyctosaurus gracilis |
|  |                      |

|  | Epapatelo |
|  |           |
|  | Simurghia |
|  |           |
|  | Alcione   |
|  |           |

|  | Nyctosaurus lamegoi                   |
|  |                                       |
|  | Nyctosaurus grandis (Barbaridactylus) |
|  |                                       |

|  | Nyctosaurus nanus    |
|  |                      |
|  | Nyctosaurus gracilis |
|  |                      |

|  | Nyctosaurus lamegoi                   |
|  |                                       |
|  | Nyctosaurus grandis (Barbaridactylus) |
|  |                                       |

|  | Nyctosaurus nanus    |
|  |                      |
|  | Nyctosaurus gracilis |
|  |                      |

|  | Nyctosaurus lamegoi                   |
|  |                                       |
|  | Nyctosaurus grandis (Barbaridactylus) |
|  |                                       |

|  | Nyctosaurus nanus    |
|  |                      |
|  | Nyctosaurus gracilis |
|  |                      |

|  | Nyctosaurus lamegoi                   |
|  |                                       |
|  | Nyctosaurus grandis (Barbaridactylus) |
|  |                                       |

|  | Nyctosaurus nanus    |
|  |                      |
|  | Nyctosaurus gracilis |
|  |                      |

|  | Epapatelo |
|  |           |
|  | Simurghia |
|  |           |
|  | Alcione   |
|  |           |

|  | Nyctosaurus lamegoi                   |
|  |                                       |
|  | Nyctosaurus grandis (Barbaridactylus) |
|  |                                       |

|  | Nyctosaurus nanus    |
|  |                      |
|  | Nyctosaurus gracilis |
|  |                      |

|  | Nyctosaurus lamegoi                   |
|  |                                       |
|  | Nyctosaurus grandis (Barbaridactylus) |
|  |                                       |

|  | Nyctosaurus nanus    |
|  |                      |
|  | Nyctosaurus gracilis |
|  |                      |

|  | Nyctosaurus lamegoi                   |
|  |                                       |
|  | Nyctosaurus grandis (Barbaridactylus) |
|  |                                       |

|  | Nyctosaurus nanus    |
|  |                      |
|  | Nyctosaurus gracilis |
|  |                      |

|  | Nyctosaurus lamegoi                   |
|  |                                       |
|  | Nyctosaurus grandis (Barbaridactylus) |
|  |                                       |

|  | Nyctosaurus nanus    |
|  |                      |
|  | Nyctosaurus gracilis |
|  |                      |

|  | Epapatelo |
|  |           |
|  | Simurghia |
|  |           |
|  | Alcione   |
|  |           |

|  | Nyctosaurus lamegoi                   |
|  |                                       |
|  | Nyctosaurus grandis (Barbaridactylus) |
|  |                                       |

|  | Nyctosaurus nanus    |
|  |                      |
|  | Nyctosaurus gracilis |
|  |                      |

|  | Nyctosaurus lamegoi                   |
|  |                                       |
|  | Nyctosaurus grandis (Barbaridactylus) |
|  |                                       |

|  | Nyctosaurus nanus    |
|  |                      |
|  | Nyctosaurus gracilis |
|  |                      |

|  | Nyctosaurus lamegoi                   |
|  |                                       |
|  | Nyctosaurus grandis (Barbaridactylus) |
|  |                                       |

|  | Nyctosaurus nanus    |
|  |                      |
|  | Nyctosaurus gracilis |
|  |                      |

|  | Nyctosaurus lamegoi                   |
|  |                                       |
|  | Nyctosaurus grandis (Barbaridactylus) |
|  |                                       |

|  | Nyctosaurus nanus    |
|  |                      |
|  | Nyctosaurus gracilis |
|  |                      |